# スペースX Crew-11
スペースX Crew-11は、クルードラゴン宇宙船による、NASA商業乗員飛行としては11回目、有人軌道飛行としては19回目の飛行。このミッションでは2名のNASAの飛行士であるジーナ・カードマン、マイケル・フィンク、JAXAの油井亀美也およびRoscosmosのオレグ・プラトノフからなる4名の宇宙飛行士を国際宇宙ステーション（ISS）へと輸送する。このミッションは2025年8月1日の15:43 UTCに打ち上げられた。

## クルー
ジーナ・カードマンは当初スペースX Crew-9に割り当てられていたが
、
Crew-9はボーイング スターライナー カリプソに発生した問題のために2名だけが乗り組んで打ち上げられ、ボーイング有人飛行試験の2名のクルーと一緒に地球に帰還することになったので、カードマンとステファニー・ウィルソンはCrew-9から外された。
マイケル・フィンクと油井亀美也は当初ボーイング スターライナー1に割り当てられていたが、ボーイング スターライナー カプセルの試験が長引いていることからCrew-11に再割り当てされた。

### 正クルー
| 地位                        | 宇宙飛行士                                                          | 宇宙飛行士                                                          |
| --------------------------- | ------------------------------------------------------------------- | ------------------------------------------------------------------- |
| 船長                        | ジーナ・カードマン, NASA 第73次/第74次長期滞在 1回目の宇宙飛行      | ジーナ・カードマン, NASA 第73次/第74次長期滞在 1回目の宇宙飛行      |
| 操縦士                      | マイケル・フィンク, NASA 第73次/第74次長期滞在 4回目の宇宙飛行      | マイケル・フィンク, NASA 第73次/第74次長期滞在 4回目の宇宙飛行      |
| 第1ミッションスペシャリスト | 油井亀美也, JAXA 第73次/第74次長期滞在 2回目の宇宙飛行              | 油井亀美也, JAXA 第73次/第74次長期滞在 2回目の宇宙飛行              |
| 第2ミッションスペシャリスト | オレグ・プラトノフ, Roscosmos 第73次/第74次長期滞在 1回目の宇宙飛行 | オレグ・プラトノフ, Roscosmos 第73次/第74次長期滞在 1回目の宇宙飛行 |

## ミッション
| 回目 | 時刻                     | 結果 | 再準備期間    | 理由 | 決定時間                             | 好天確率 (%) | 補足                     |
| ---- | ------------------------ | ---- | ------------- | ---- | ------------------------------------ | ------------ | ------------------------ |
| 1    | 2025年7月31日12:09:20 pm | 延期 | ---           | 天候 | 2025年8月4日12:08:00 pm(−00:01:07前) | 90%          | 打ち上げ場所上空の積乱雲 |
| 2    | 2025年8月1日11:43:42 am  | 成功 | 0日23時間34分 |      |                                      | 75%          |                          |

商業乗員輸送計画におけるスペースXの11回目の実運用ミッションは、2025年7月31日の打ち上げが計画されていたが、悪天候のために延期された。
このミッションは、運用終了が予定されているランディング・ゾーン1へのファルコン9ブースターの最後の着陸となった。